# Septoglobivalvulina
Septoglobivalvulina es un género de foraminífero bentónico de la Subfamilia Paraglobivalvulininae, de la Familia Globivalvulinidae, de la Superfamilia Globivalvulinoidea, del Suborden Endothyrina, del Orden Endothyrida, de la Subclase Fusulinana y de la Clase Fusulinata. Su especie tipo es Labioglobivalvulina baudi. Su especie-tipo es Septoglobivalvulina guangxiensis. Su rango cronoestratigráfico abarca desde el Capitaniense (Pérmico medio) hasta el Changhsingiense (Pérmico superior).

## Discusión
Clasificaciones previas hubiesen incluido Septoglobivalvulina en la Subfamilia Biseriammininae, de la Familia Biseriamminidae, de la Superfamilia Palaeotextularioidea, del Suborden Fusulinina y del Orden Fusulinida.

## Clasificación
Septoglobivalvulina incluye a las siguientes especies:
- Septoglobivalvulina distensa †
- Septoglobivalvulina guangxiensis †
- Septoglobivalvulina similis †